# 黑白林鶺
黑白林鶺（学名：Saxicola jerdoni）为鶲科石鶺属的鸟类。分布于印度、老挝、孟加拉、缅甸、越南以及中国大陆的云南等地，主要栖息于坝区的芦苇丛中、田间灌丛矮树梢上以及或站在电线上。该物种的模式产地在印度Purneah。